# Castillo del Xinquer
El castillo del Xinquer se ubica junto al abandonado caserío del Xinquer, sobre una moleta rocosa que corona un cerro encima del despoblado perteneciente al municipio de Alcudia de Veo (Provincia de Castellón, España). 
Al emplazamiento se accede a través de una pista forestal que se encuentra en buen estado y que parte de un punto de la carretera entre Alcudia de Veo y Algimia de Almonacid. 
El castillo sigue las pautas y tipología habituales de las fortalezas musulmanas, aunque no se puede asegurar con rotundidad su origen y la datación por la falta de bibliografía sobre el mismo. Se encuentra muy deteriorado, en ruinas. Únicamente se observan restos de algunos muros y de dos torres. Dada su ubicación, probablemente tuvo la función de defensa y protección del territorio en el que se ubica.